# Emil Victor Langlet
Emil Victor Langlet (Svezia, 26 febbraio 1824 – 10 marzo 1898) è stato un architetto svedese.
Il suo primo incarico fu la progettazione dello Storting, che completò nel 1866. Disegnò poi il municipio e l'ospedale di Fredrikstad, molte ville a Sagatun, la prima università popolare in Norvegia. Nel 1866 ritornò in Svezia, dove costruì dodici chiese.